# Мадам Уеб
„Мадам Уеб“ (на английски: Madame Web) е американски фентъзи филм от 2024 г. за едноименния персонаж на „Марвел Комикс“, продуциран от „Кълъмбия Пикчърс“ и „Ди Бонавентура Пикчърс“. Режисьорът е Си Джей Кларксън, а сценарият е на Бърк Шарплес и Мат Сазама. Това е четвъртият филм от „Спайдър-Мен вселената на Сони“, базиран в киновселената на Марвел, но нямащ пряка връзка с останалите филми в нея, освен със „Спайдър-Мен: Завръщане у дома“, на който „Сони Пикчърс“ е копродуцент. Във филма участват Дакота Джонсън, Сидни Суини, Селест О'Конър, Изабела Мерсед и Таар Раим.
Премиерата на филма в САЩ е на 14 февруари 2024 г.

## Актьорски състав
| Актьор         | Роля                             |
| -------------- | -------------------------------- |
| Дакота Джонсън | Касандра „Каси“ Уеб / Мадам Уеб  |
| Сидни Суини    | Джулия Карпентър / Спайдър-уоман |
| Селест О'Конър | Мати Франклин / Спайдър-уоман    |
| Изабела Мерсед | Аня Коразон / Араня              |
| Таар Раим      | Езикел Симс                      |

## В България
В България филмът излиза по кината на 16 февруари 2024 г. от „Форум Филм България“.